# Arsakes
Arsakes ist die gräzisierte Form eines persischen Eigennamens des Altertums (Arsaka). Er war auch der Name von Herrschern des Partherreichs, beginnend mit dem Parner Arsakes I., dem Gründer der Dynastie der Arsakiden:
- Arsakes I.
- Arsakes II.
- Arsakes III.

Arsakes war auch der offizielle Thronname aller Partherkönige.
Außerdem ist es der Name von:
- Arsakes (Pontos), Herrscher des Königreichs Pontos
- Arsakes (Satrap), persischer Statthalter Alexanders des Großen in Asien.

Siehe auch:
- Arschak